# Steve Turner

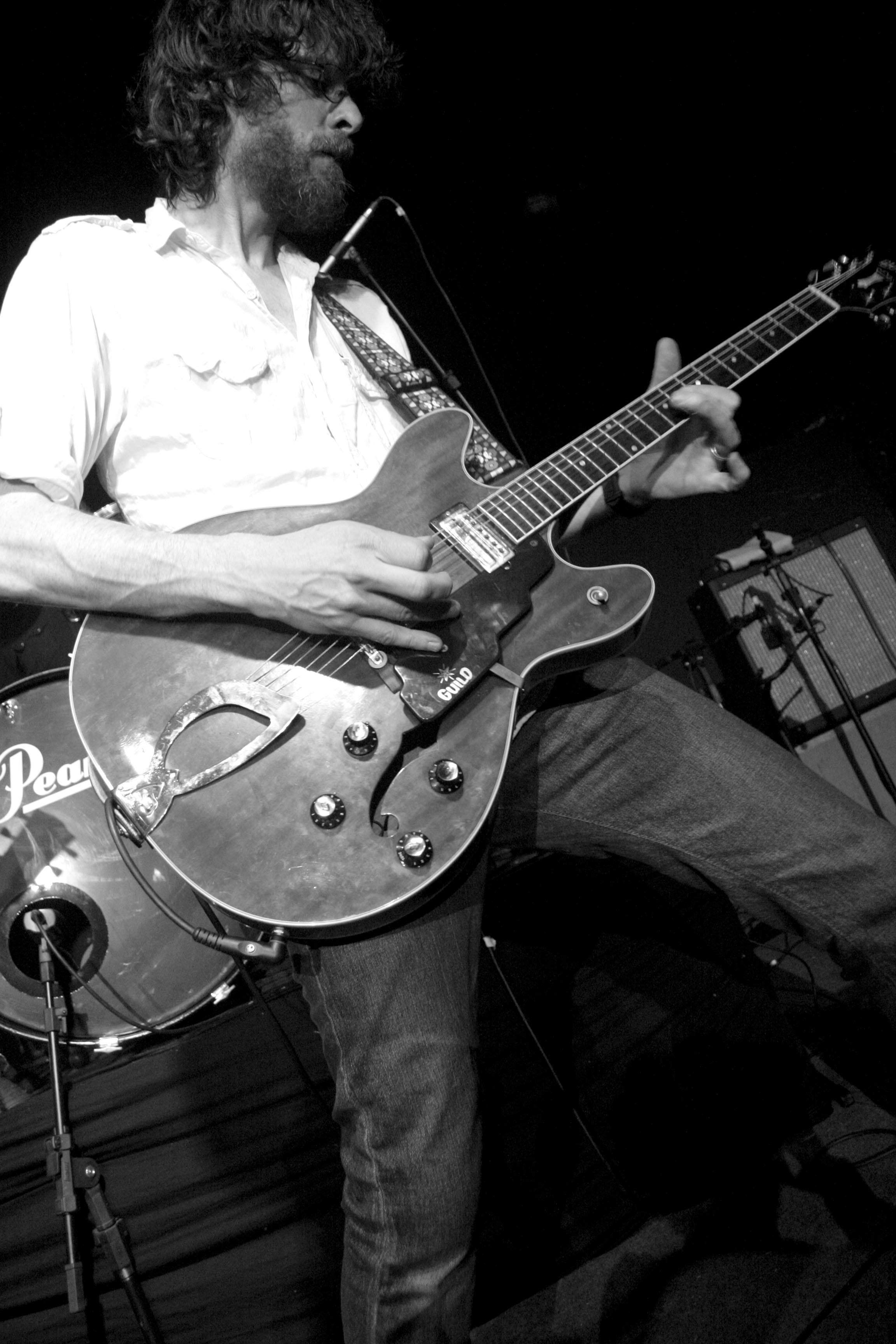
Steve Turner

Steven Neil Turner (Houston, Texas, 28 de marzo de 1965) es un guitarrista conocido por pertenecer a Mudhoney, uno de los primeros grupos de grunge del que es miembro fundador junto con el vocalista Mark Arm.

## Biografía
Su primera banda se llamó The Ducky Boys, donde estaba Stone Gossard. El grupo se separó en 1983, y Turner conoció a Arm en su grupo Mr. Epp and the Calculations, que Arm definió como "el peor grupo de la historia". Mr. Epp se disolvió en 1984, recalando en Green River junto con Arm. En esta banda, una de las pioneras del grunge, se encontró con su excompañero Stone Gossard y con Jeff Ament. Después de varias discusiones con Ament, Turner dejó la banda para formar Mudhoney con su amigo Arm, quien también se había marchado de Green River, dejando en la estacada a Gossard y Ament. Estos formaron Mother Love Bone primero y Pearl Jam después. A Mudhoney se unió el bajista de The Melvins, Matt Lukin, y el batería Dan Peters. Turner ha sido miembro permanente de Mudhoney desde su formación en 1988 hasta la actualidad. Además de Mudhoney, Turner ha aparecido en proyectos como Monkeywrench, The Thrown Ups, The Fall Outs y su proyecto en solitario en el que toma influencias del folk.
- Datos: Q477080